# Sepid Daneh
Sepid Daneh (persiska: Sefīd Dāneh, سِفيد دانِه, سپيد دانه) är en ort i Iran. Den ligger i provinsen Chahar Mahal och Bakhtiari, i den centrala delen av landet, 400 km söder om huvudstaden Teheran. Sepid Daneh ligger 2 431 meter över havet och antalet invånare är 340.
Terrängen runt Sepid Daneh är kuperad åt nordväst, men åt sydost är den bergig. Runt Sepid Daneh är det ganska glesbefolkat, med 27 invånare per kvadratkilometer. Närmaste större samhälle är Bābā Ḩeydar, 5,5 km öster om Sepid Daneh. Trakten runt Sepid Daneh består i huvudsak av gräsmarker.